# Eden Dambrine

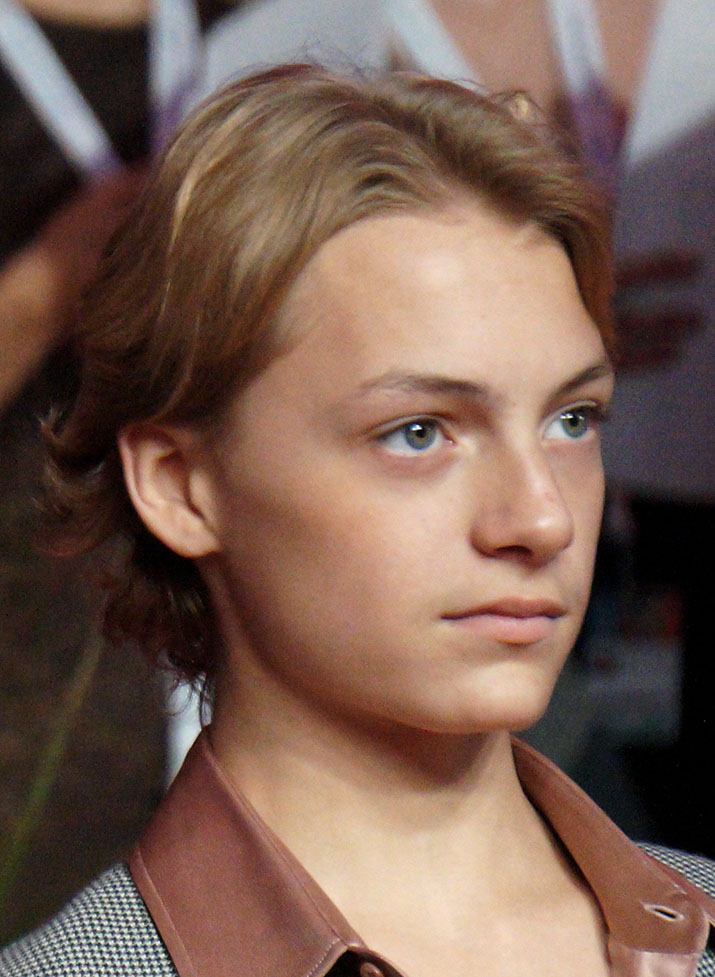
Eden Dambrine (2022)

Eden Dambrine (26. Januar 2007) ist ein belgischer Kinderdarsteller.

## Leben
Mit 15 Jahren spielte Dambrine in Close von Lukas Dhont die Hauptrolle des Léo. Dambrines ausdrucksvolle Mimik war Dhont auf einer zufälligen gemeinsamen Zugfahrt aufgefallen, worauf er ihn spontan zum Casting einlud. Close wurde von Belgien als Beitrag für die Oscarverleihung 2023 in der Kategorie Bester Internationaler Film eingereicht und später auch nominiert.

## Auszeichnungen
Ensor Award
- 2023: Auszeichnung als Bester Hauptdarsteller (Close)[3]

Europäischer Filmpreis
- 2022: Nominierung als Bester Darsteller (Close)

Festival de Cine Europeo de Sevilla
- 2022: Auszeichnung als Bester Darsteller (Close)[4]

Montclair Film Festival
- 2022: Auszeichnung mit dem Special Jury Award for Performance (Close)[5]